# 검은방울새

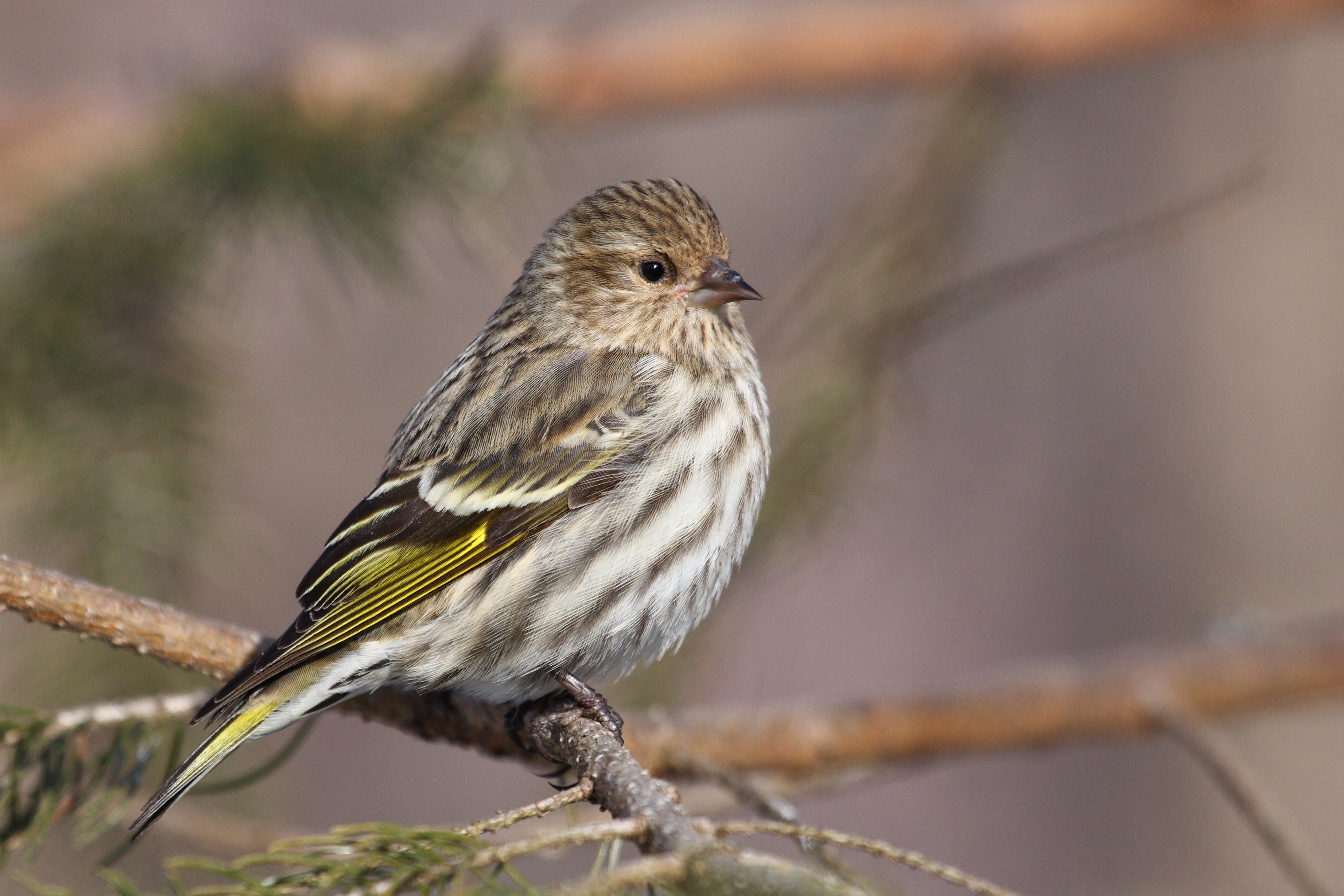

검은방울새(siskin)는 되새과에 속하며 학명은 Carduelis pinus이다. 날개길이 7cm, 꼬리 4.5cm 가량의 작은 새로, 등은 황록색에 흑갈색 줄무늬가 있다. 눈가와 꼬리 끝이 검고 배는 산뜻한 노란색을 띤다. 암컷은 수컷보다 색이 엷고 잿빛이 더 강하다. 주로 침엽수의 씨를 먹으며 민들레와 같은 식물의 씨도 먹는다. 유럽과 극동지역의 침엽수림에서 번식을 하는데 우리나라에서는 겨울에 볼 수 있다. 우는 소리가 아름다워 애완용으로서 인기가 있다.